# 935

سنة 935 كانت سنة بسيطة تبدأ يوم الخميس حسب التقويم اليولياني.

## مواليد
- القابسي
- فردوسي
- كي نو تسورايوكي يعود إلى كيوتو من مقاطعة توسا، التي كانت السبب في تأليفه لأحد أوائل مؤلفات مذكرات الشعر الياباني «توسا نيكي».

## وفيات
- نفطويه